# Màrius Serra i Roig
Marius Serra i Roig (Barcelona, 1 de maio de 1963) é um escritor, jornalista, tradutor, enigmista e presenttador de televisão em catalão. A pós-graduação em literatura inglesa pela Universidade de Barcelona, é também um professor de língua inglesa. Ele é um estudioso e colecionador de enigmas, jogos de palavras, palavras cruzadas. Colaborar como colunista com jornais ABC e La Vanguardia jornais. Desde fevereiro 2013, ele é membro do Instituto de Estudos Catalães.

## Trabalho publicado

### Romance
- 1990, L´home del sac
- 1996, Mon oncle
- 1999, Ablanatanalba
- 2003, Mononcle
- 2006, Farsa
- 2008, Quiet
- 2013, Plans de futur

### Romance «bluetooth»
- 2007, La veritable història de Harald Bluetooth, novela escrita e cadastre-se para ser transferido para o telefone móvel.

### Histórias
- 1987, Linia
- 1987, Amnèsia
- 1991, Tres és massa
- 1993, Contagi
- 1998, La vida normal

### Crítica e Estudos Literários
- 2004, De com s´escriu una novel.la
- 2007, Enviar i Rebre  (La Vanguardia e Avui)

### Enigmistica
- 1991, Manual d'enigmística
- 2000, Verbàlia (jocs de paraules i esforços de l'enginy literari)
- 2002, Verbàlia.com (jugar, llegir, tal vegada escriure)
- 2004, Els 100 millors crucigrames de Màrius Serra i Pau Vidal, con Pau Vidal
- 2005, Els 66 crucigrames més lletrats (més 3 de lletruts), con Pau Vidal
- 2005, Els 66 crucigrames més lletrats (més 3 de lletruts), con Pau Vidal
- 2010, Dicciomàrius
- 2010, Verbàlia 2.0

## Prêmios e Reconhecimentos
- 1986 Premio Ciutat d'Elx por el cuento "Lletra menuda", incluído dentro dentro del relato Línia
- 1987 Prêmio El Brot,: "Amnèsia"
- 1994 Prêmio Fundació Enciclopèdia Catalana de narrativa,: Mon oncle
- 1999 Prêmio Ciudad de Barcelona: La vida normal
- 1999 Prêmio Octavi Pellissa,:Verbàlia
- 2001 Prêmio Crítica Serra d'Or de Literatura y Ensayo: Verbàlia
- 2001 Prêmi Lletra d'Or: Verbàlia
- 2006 Prêmio Ramon Llull de novela: Farsa
- 2011 Prêmio Memorial Lluís Companys de la Fundación Josep Irla
- 2013 Prêmio San Jorge de romanze: Plans de futur